# Tat'jana Stepanova
Tat'jana Viktorovna Stepanova (in russo Татьяна Викторовна Степанова?; in ucraino Тетяна Вікторовна Степанова?, Tetjana Viktorovna Stepanova; Odessa, 15 novembre 1962) è una coreografa, ballerina, saggista e maestra di danza ucraina naturalizzata spagnola.

## Biografia
Iniziò la sua formazione nella Scuola Speciale di Balletto di Odessa (Ucraina), alunna di Klaudia Vasina che fu discepola della Gran Ballerina ed insegnante russa Agrippina Vaganova. Completò la sua formazione come ballerina alla Scuola Statale di Balletto e Coreografia di Minsk² (Bielorussia) dove fu pupilla di Vera Shvetsova, discepola distinta di Agrippina Vaganova che ballò nel Teatro il Mali di San Pietroburgo (Russia) e nel Gran Teatro dell'Opera e Balletto di Riga (Lettonia). Si laureò in Arte Coreografica al Conservatorio Rimski-Korsakov di San Pietroburgo³ (Russia), dove fu alunna di Gabriella Komleva, Nikita Dolgushin e Nicolai Boyarchikov, Grandi Ballerini del Teatro Kirov e del Teatro Mali, ambedue a San Pietroburgo.
Ballò come solista al Teatro di Opera e Balletto di Odessa¹ (Ucraina) e al Gran Teatro Nazionale di Opera e Balletto di Minsk² (Bielorussia).
Dal 1985, è Maestra di Balletto, insegnando a Odessa (Ucraina), Sarátov e San Pietroburgo (Russia), Madrid, Valencia, Puertollano e Lugo (Spagna), ed Ashiya e Nishinomiya (Giappone)
Fondatrice e Direttrice Artistica dell'Istituto di Investigazione e Studi di Danza a Madrid (Instituto de Investigaci:on y Estudios de Danza)
Ha pubblicato numerosi articoli di critica su giornali e settimanali ucraini, (Odessa notturno), russi (Glásnost, Perestroika e Danza), spagnoli (El Cultural de La Razón) e statunitensi.
Maestra della purezza e del mantenimento delle versioni originali dell'eredità coreografica del balletto classico, la sua versione breve di La Bella Addormentata (1h 20') è l'opera attuale che meglio mantiene il lascito di Marius Petipa, tanto nei passi conservati, come negli aggiunti che egli avrebbe fatto suoi. Questa versione venne presentata in prima il 7 dicembre 2008, nel Hyogo Performing Arts Center (Nishinomiya - Giappone), con il titolo Sleeping Beauty Suite, Suite Bella Addormentata.
Dal 2004 dirige l'Istituto di Investigazione e Studi di Danza a Madrid, e dal 2007 è la Direttrice Artistica dell'AIS Ballet Japan in Ashiya (Giappone).

## Opera coreografica

### Miniature
- Incrustación carmesí - 2002
- Dama rota (Dama rotta) - 2002) Dama rotta.
- El Chocolate del loro (Il Cioccolato del pappagallo) - 2003
- Torre eclipsada (Torrefaccia eclissata) - 2005
- Jaula de vientos (Gabbia di venti) - 2005
- Jaula de loros Gabbia di pappagalli - 2006
- Suite azul (Suite azzurra) - 2006
- Remolinos de Naruto (Mulinelli di Naruto) - 2007
- Arcadia (Arcadia) - 2007
- Nectar amargo (Nettare amaro) - 2007
- The death of the nine swans (La morte dei nove cigni) - 2009

### Coreografie a Madrid
- Palestra - Suite Deportiva (Palestra - Suite Sportiva), musica di D. Shostakovich (2004).
- Nieblas en Baden-Baden (Nebbie in Baden-Baden) (2005).
- Mozarito (2006), omaggio a Mozart in occasione del 250º anniversario della nascita

### Dittico di Ashiya
- Sleeping Beauty Suite, (Suite della Bella addormentata), (2008), (1h. 20'), musica di Pëtr Il'ič Čajkovskij. Prima esecuzione il 7 dicembre 2008, nel Hyōgo Performing Arts Center (Nishinomiya).
- La Bayadère, (2010), (1h. 33'), musica di Léon Minkus. Prima esecuzione il 24 gennaio 2010, nella Grande Sala del Hyōgo Performing Arts Center (Nishinomiya).